# 清水侑子
清水侑子（日语：しみず ゆうこ，1946年11月1日—）是日本自由設計師，Hello Kitty、Angel Cat Sugar、Rebecca Bonbon的創造者。

## 經歷
日本千葉縣出身。從武藏野美術大學造型學部油畫科畢業後至三麗鷗工作，1974年設計出Hello Kitty。之後因生產自三麗鷗離職，成為一名自由設計師。2009年雜誌NewsweekJapon最尊敬的日本人100選之一。